# Казаков Михайло Сергійович
Михайло Сергійович Казаков (нар.. 28 січня 1988, Калінін, Російська РФСР, СРСР) — колишній російський актор театру і кіно. Бізнесмен.

## Біографія
Народився 28 січня 1988 року в місті Калінін. 
Популярність до нього прийшла після участі в дитячому кіножурналі «Єралаш» (з 2002 по 2004 роки), де знявся в двадцять одному епізоді. У 2002 році його батька — підприємця, виробника газованої води під маркою «Казаков», вбили ножем
У 2007 році його запросили на роль Іллі Полежайкіна в серіал «Татусеві дочки».

### Освіта
Навчався в школі № 46 у Твері, потім у ліцеї при Тверському державному університеті. Пізніше він повернувся до школи № 46.
Навчався в Московській фінансово-юридичній академії.

### Кримінальна історія
У січні 2005 року в Твері, біля під'їзду будинку по Тверському проспекту шістнадцятирічний вбив двадцятирічного Кирила Гуркіна, завдавши удари складаним ножем у серце і в сонну артерію. Одразу зізнався, що вбивство скоїв він, бо, нібито, «захищав Вікторію, знайому по школі». Вікторія була випускницею тієї ж школи, де навчався. За словами директора, знав її, але закоханості між ними не було. Все почалося з того, що Вікторія посварилася зі своїм хлопцем Кирилом Гуркіним. Після Нового року вони розлучилися, проте Вікторія з розставанням не змирилася. Вона попросила і ще одного хлопця піти разом з нею до Кирила і «поговорити». Кирило кинувся на Вікторію дістав ніж і штрикнув. Після того, як один рік відсидів у в'язниці, справу перекваліфікували на " перевищення меж необхідної оборони, потім через примирення сторін закрили. Через рік після виходу з в'язниці повернувся до кінематографу.

### Особисте життя
- Зустрічався зі студенткою МЕСІ, Юлією Котовою, збиралися одружитися, але вони розлучилися[7]
- Дружина (з листопада 2011 року) бухгалтер Олена Казакова (нар. 5 липня 1990 року) з Твері, у якої є дочка Вікторія від попереднього шлюбу, знайомі з 2003 року, закінчила Тверський державний університет у 2014 році[8]
  - Син Мирослав Казаков (нар. 9 липня 2012)[9].

## Бізнес
Відкрив у Твері магазин одягу

## Творчість

### Роль у театрі
- «Майстер і Маргарита» (Михайло Булгаков) (режисер — Сергій Алдонін) — кот Бегемот

### Фільмографія
- 2003 — Демон півдня — Епізод
- 2005 — Втеча — епізод
- 2006 — День грошей — епізод
- 2010 — Стройбатя — рядовий Булкін
- 2013 — Берега — Коля Севастьянов, наркоман

## ТБ
- 2002—2004 — Єралаш (150-й випуск — Бочкін, 152-й — Буфетов, 154-й випуск, 155-й випуск 181-й випуск 237-й)
- 2007—2013 — Татусеві дочки — Ілля Васильович Полежайкін
- 2008 — Моя прекрасна няня 2: Життя після весілля — Коля «Памперс» (серія 169)
- 2008 — «Фитиль»
- 2008, 2011 — «6 кадрів»
- 2009 — «Найрозумніший з „Татусевих дочок“» — учасник
- 2009 — «Фізика нереального» — гість